# Sistemas de telecomunicações
Sistemas de telecomunicações são sistemas ou subsistemas interconectados que utilizam equipamentos na aquisição, armazenamento, manipulação, gestão, movimento, no controle, na exposição, na troca, no intercâmbio, na transmissão, ou na recepção da voz e/ou dos dados, e inclui o software e hardware utilizados.
Alexander Graham Bell, um escocês, foi o pesquisador e cientista que descobriu o princípio de funcionamento do que hoje chamamos de telefone, uma das mais bem sucedidas invenções do final do século XIX  que, junto ao advento do rádio de Marconi, tornou possível o que hoje é a base das redes de telecomunicações globais. Conforme reconheceu o Congresso dos Estados Unidos na resolução 269, de 15 de junho de 2002, o telefone foi inventado cerca de 1860 por Antonio Meucci que o chamou de teletrophone. Antes desta resolução, a invenção do telefone era geralmente atribuída a Bell, este sim, pioneiro e grande empreendedor da indústria de telecomunicações.Conta a história que Bell andara trabalhando na teoria de um diapasão que permitisse a transmissão de várias mensagens através de um único fio, chamando-o de telégrafo harmônico. Durante essas experiências, Bell procurou ajuda para fabricação das peças necessárias indo à loja de artigos elétricos de Charles Willians Junior. Como seu auxiliar fora destacado Thomas A. Watson, que tornou-se um grande amigo e mais tarde recebeu uma participação nas patentes de Bellomo como parte do seu valioso trabalho
Na noite de 2 de junho de 1875, trabalhavam conjuntamente em novas tentativas com o telégrafo. O ajudante Watson operava os transmissores, fazendo com que um a um, soltassem um "lamento" e Bell, em outra sala, afinava as cordas dos receptores graduando-lhes o som por meio de parafusos. Subitamente, Watson, ao experimentar a corda de um transmissor, puxou-a com mais força e largou-a. Como a palheta, no receptor, havia sido apertada muito forte, ocasionou um som totalmente distinto dos até então ouvidos. Bell experiente, notou a diferença e percebeu que a corrente induzida possuía força suficiente para a sua utilização prática. Era exatamente o que ele estava procurando: uma corrente elétrica variável na intensidade da mesma maneira que o ar varia de densidade, transmitindo sons audíveis dentro de um certo espaço da corda do receptor.
O ocorrido demonstrou que o complicado aparelho que Bell imaginara para produzir uma corrente variável em intensidade era desnecessário, pois ali estava um mecanismo extremamente simples que apresentava o mesmo efeito e poderia ser facilmente produzido. Bell ordenou que Watson, sob sua supervisão, construísse um aparelho elétrico para transmissão da voz. Nesse momento nascia o princípio do telefone. Depois de várias experiências, Bell iniciou o processo de obtenção da patente de seu primeiro telefone, patente esta concedida na data de 7 de março de 1876, sob o nº 174.465, amparando o ..."método de, e o aparelho para transmitir a voz e outros sons telegraficamente... pelas variações da corrente elétrica, similares na forma às variações do ar, acompanhando cada palavra pronunciada ou outros sons".
Apenas três dias após ter recebido a concessão, em 10 de março de 1876, outro providencial incidente ocorreu. Bell derrubou um pouco de ácido na roupa ao limpar a bateria e disse com simplicidade --- "Watson, venha cá. Quero falar-te"... Na outra sala, junto ao outro aparelho, Watson ouviu a frase em alto e bom som. Era a primeira vez que uma frase inteira, sem interrupções, chegava ao outro lado.
A partir de então, os resultados foram se aprimorando a cada novo dia, de forma que, em meados de 1876, já era possível conversar com bastante facilidade pelo telefone.